# 45°
『45°』は、SEX MACHINEGUNSの8枚目のスタジオ・アルバム。

## 概要
前作『キャメロン』以来、約1年ぶりとなるオリジナル・アルバム。
初回限定盤と通常盤の2形態が用意され、初回限定盤には「ANACONDA」のミュージック・ビデオと、メンバーによるアルバム全曲解説映像を収録したDVDが付属しており、通常盤には「HEAVEN & HELL」をボーナス・トラックとして収録している。
2013年4月24日に再発売された。
本作リリースを記念して、10月7日にタワーレコード渋谷店STAGE ONE、10月11日にライカエジソン名古屋店、10月27日にライカエジソン大阪店、11月14日にライカエジソン東京店でインストアイベントを開催した。

## 収録曲

### CD（初回生産限定盤・通常盤共通）
（全作詞・作曲・編曲：SEX MACHINEGUNS）
1. ANACONDA
2. 部屋とTシャツと親父
3. レフリー大暴走 (album-mix)
4. アドレス変更
5. TIGER BIKINI Featuring Mac音ナナ
6. HEAVEN&HELL
7. チャーリーママ
8. CHE
9. DEATH GAME
10. 大家さん (album-mix)
11. 森のくまさん
12. プライド (album-mix)

### DVD（初回生産限定盤のみ）
1. ANACONDA (PV)
2. メンバーが語る全曲解説映像